# مهرجان صلاله
واحد من أهم المهرجانات التي تقام في سلطنة عمان وبالتحديد في ولاية صلالة، وقد فاز في عام 2010 بأفضل مهرجان على مستوى العالم.
وقد زار المهرجان أهم المشاهير وهم تايلور سويفت وكاتي بيري ورونق العامري وجاستين بيبر وسيلينا جوميز وحسين الجسمي وهيفاء وهبي واليسا ودنيا سمير غانم.
وقد كان أول افتتاح له في عام 1989 ويشمل أيضا متحف يضمن تماثيل شمعية وبعض الاختراعات، وقد وصفوة الزائرين بأنه من أجمل المهرجانات. ويضم الكثير من الألعاب الكهربائية الترفيهيه التي يذهب ريعها للأيتام والفقراء وذو الاحتياجات الخاصة.